# Luciano Emílio
Luciano Emílio (Ilha Solteira, 12 de dezembro de 1978) é um ex-futebolista brasileiro que atuava como atacante.

## Biografia
Jogador que fez a maior parte de sua carreira no futebol da em times da segunda divisão da Alemanha e do Brasil e da primeira divisão de México, Honduras e Estados Unidos. Tornou-se profissional aos 16 anos no time do XV de Piracicaba, em 1995, quando conquistou o Campeonato Brasileiro Série C. No ano seguinte, transferiu-se para o Rio Branco, onde ficou até 1997. Nesse mesmo ano transferiu-se para a equipe alemã FC Köln, onde jogou na equipe sub-23 e, eventualmente, jogava entre os titulares. Ali conquistou o Torneio Keisberg, em 1998, sendo o artilheiro da competição com 3 gols. Em 1999, transferiu-se para o Alemannia Aachen, então na segunda divisão da Alemanha, onde ficou até 2001, quando retornou ao Brasil para jogar no União Barbarense.
Em 2002, foi contratado pelo Real España, de Honduras, onde foi o artilheiro do campeonato hondurenho de 2003 e foi campeão do torneio Apertura daquele mesmo ano e do torneio Clausura de 2004. No mesmo ano transferiu-se para o Olimpia, onde foi artilheiro do campeonato hondurenho de 2004.
Em 2005, transferiu-se para o Querétaro, do México, onde marcou 10 gols e ajudou a equipe na conquista do torneio Clausura da segunda divisão mexicana. No mesmo ano, retornou ao Olimpia, onde conquistou o torneio Apertura e o Clausura de 2006, sendo, novamente, o artilheiro do torneio. No Olimpia também foi vice-campeão em 2005 e 2006 da Copa Interclubes da UNCAF sendo o artilheiro da competição em 2006 com 8 gols.
Em 2007, foi contratado pela equipe estadunidense DC United e ao marcar seus primeiros gols caiu logo no gosto dos torcedores. Foi o artilheiro dos dois turnos da MLS Cup com 20 gols e da Copa dos Campeões da CONCACAF com 4 gols (juntamente com o mexicano Omar Bravo). Seu primeiro título com o DC United foi a MLS Supporters' Shield. Em 2008 conquistou a US Open Cup.
Em 2010, se transferiu para o Rio Branco, para a disputa do Paulistão. Porém retornou ao DC United assinando um contrato de 3 meses . 
No mesmo ano acerta com o Danubio,mas depois de baixas atuações, seu contrato com o clube uruguaio foi rescindido.

## Títulos
XV de Piracicaba
- Campeonato Brasileiro Série C: 1995

FC Köln
- Torneio Keisberg: 1998

Real España
- Campeonato Hondurenho: Clausura: 2003, 2004

Querétaro
- Campeonato Mexicano: Clausura: 2005 (2º divisão)

Olimpia
- Campeonato Hondurenho: Apertura: 2005, Clausura: 2006

DC United
- MLS Supporters' Shield: 2007
- US Open Cup: 2008

## Campanhas de destaque
Olimpia
- Copa Interclubes da UNCAF: 2º lugar: 2005, 2006

## Artilharia
FC Köln
- Torneio Keisberg: 1998 (3 gols)

Real España
- Campeonato Hondurenho: Apertura: 2003 (10 gols), Apertura: 2004 (14 gols)

Olimpia
- Copa Interclubes da UNCAF: 2006 (8 gols)
- Campeonato Hondurenho: Apertura: 2005 (16 gols), Clausura: 2006 (13 gols)

DC United
- Copa dos Campeões da CONCACAF: 2007 (4 gols)*
- MLS Cup:2007 (20 gols)

* junto com Omar Bravo